# عبدالرحمان صالحی
شیخ عبدالرحمان صالحی لرستانی (زمستان ۱۲۵۲خ خرم‌آباد - ۱۳۱۵خ خرم‌آباد) عالم دینی و نماینده خرم‌آباد در دوره‌های پنجم و ششم مجلس شورای ملی بود. 
پدرش محمدصالح از طایفه شهریاروند، مجتهد برجسته لرستان و از شاگردان میرزای شیرازی بود. تحصیل را نزد پدر در خرم‌آباد آغاز کرد و در بروجرد ادامه داد و در نجف نزد ملا محمدکاظم آخوند خراسانی و سید محمدکاظم یزدی به پایان رساند. سپس به زادگاهش برگشت و به امور دینی مشغول شد. در پی انقلاب مشروطه و تشکیل انجمن ولایتی در خرم‌آباد، عضو این انجمن شد. در انتخابات دوره پنجم مجلس شورای ملی در سال ۱۳۰۲ خورشیدی با کسب ۱۰۰۸۳ رأی از مجموع ۱۱۸۵۱ رأی که به صندوق ریخته شد، به نمایندگی از خرم‌آباد و لرستان به مجلس راه یافت. در همین مجلس به انقراض سلسله قاجار و انتقال سلطنت به رضاشاه رأی مثبت داد. در زمان رضاشاه کرسی خود را در مجلس ششم حفظ کرد اما با صدور قانون متحدالشکل شدن لباس، از سیاست کناره گرفت و به خرم‌آباد بازگشت. او بر اثر بیماری قند (دیابت) از دنیا رفت.